# Hamm (Sieg)
Pour les articles homonymes, voir Hamm (homonymie).
Hamm (Sieg) est une municipalité allemande située dans le land de Rhénanie-Palatinat et l'arrondissement d'Altenkirchen (Westerwald).